# Игониха
Игониха — деревня в Ковровском районе Владимирской области России, входит в состав Малыгинского сельского поселения.

## География
Деревня расположена в 16 км на северо-запад от центра поселения деревни Ручей и в 20 км на северо-запад от райцентра города Ковров.

## История
В конце XIX — начале XX века деревня входила в состав Всегодической волости Ковровского уезда, с 1926 года — в составе Савинской волости. В 1859 году в селе числилось 16 дворов, в 1905 году — 27 двора, в 1926 году — 28 дворов. 
С 1929 года деревня входила в состав Хватачевского сельсовета Ковровского района, с 1940 года — в составе Авдотьинского сельсовета, с 1954 года — в составе Малышевского сельсовета, с 1972 года — в составе Большевсегодичского сельсовета, с 2005 года — в составе Малыгинского сельского поселения.

## Население
| 1859 | 1905 | 1926 | 2002 | 2010 | 2021 |
| ---- | ---- | ---- | ---- | ---- | ---- |
| 141  | ↗176 | ↘127 | ↘0   | →0   | →0   |